# Here they come EP
「here they come EP」（ヒア・ゼイ・カム・イーピー）は、2013年7月17日にmanifiqueから発売されたnano sound museumの1枚目のシングル。

## 解説
nano sound museum初のシングル。当初はライブ会場限定シングルだったが、ファッションブランド「GU」の全国店舗及び上海店舗、また、YouTubeにてオンエア中のドキュメント・プロモーション・ビデオのテーマ曲として使用されることにあたり、同年11月27日にタワーレコード限定シングルとしてもリリースをした。

## 収録曲
1. musication
2. here they come
3. fight song